# Чаман (город)
Чаман (урду چمن‎) — город в пакистанской провинции Белуджистан, административный центр округа Кила-Абдулла.

## Географическое положение
Центр города располагается на высоте 2211 м над уровнем моря.

## Атака на конвой НАТО
Пакистанские чиновники расследуют причины взрыва на государственной границе с Афганистаном. 8 августа 2009 года произошёл теракт, в результате которого по меньшей мере 16 грузовиков и бензовозов войск НАТО были уничтожены, один человек получил ранения. Сотни грузовиков НАТО встали в пробке на территории Пакистана. Граница была закрыта в течение двух дней из-за конфликта между пакистанскими и афганскими таможенниками.
Город Чаман является одним из двух основных пунктов пересечения границы для поставок оружия, предназначенного для американских и натовских войск в Афганистане.

## Демография
| 1961   | 1972   | 1981   | 1998   | 2012   |
| ------ | ------ | ------ | ------ | ------ |
| 12 208 | 14 556 | 29 793 | 65 477 | 97 602 |